# Thực phẩm đóng hộp tự sôi

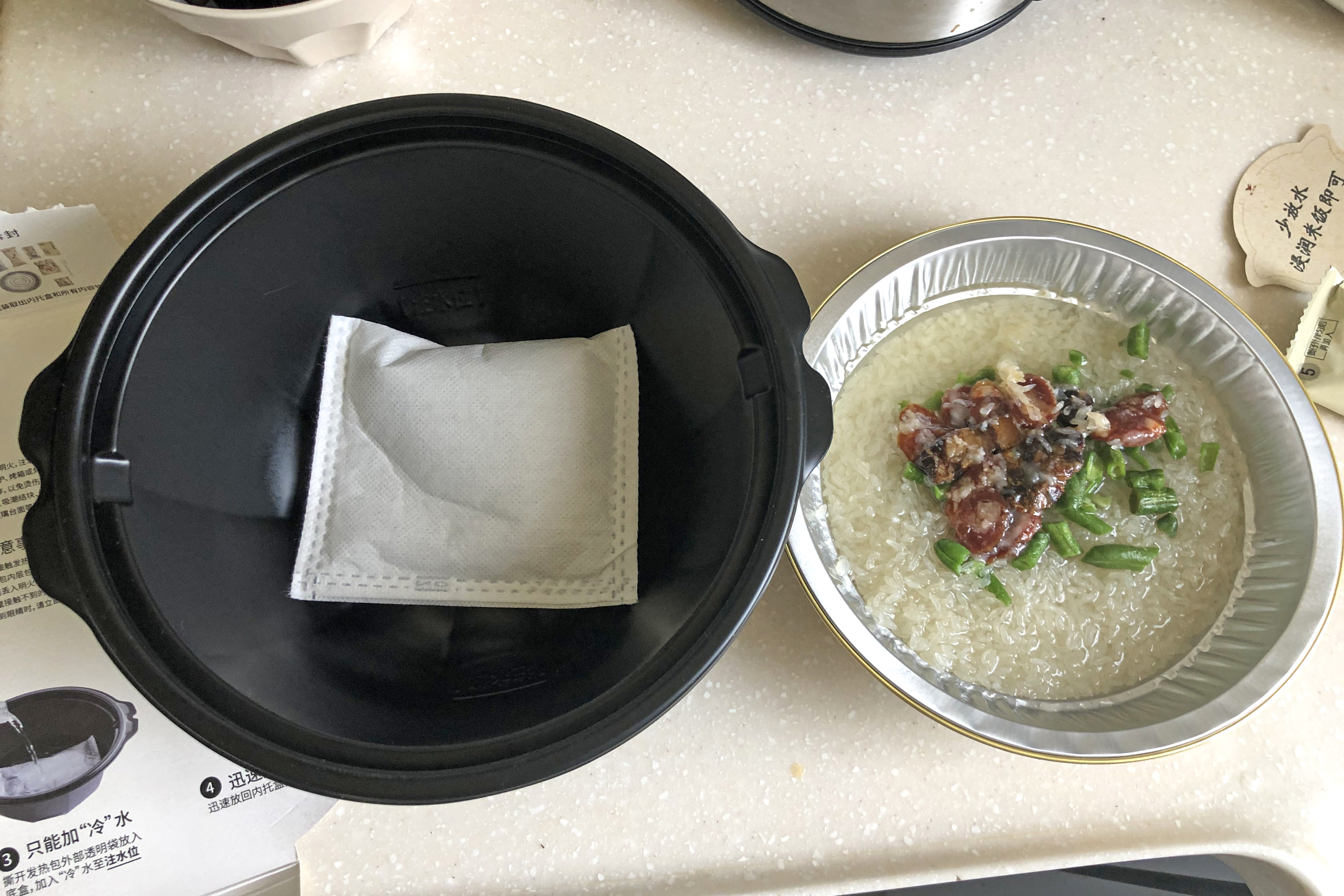
Cơm ăn liền có gói tạo nhiệt từ vôi sống.

Thực phẩm đóng hộp tự sôi (tiếng Anh: self-heating food packaging) là sản phẩm đóng gói tiện dụng, nhanh chóng với khả năng làm nóng bên trong thực phẩm mà không cần nguồn nhiệt bên ngoài hoặc nguồn điện. Các gói thường sử dụng phản ứng hóa học tỏa nhiệt. Các gói cũng có thể tự làm mát. Các gói này rất hữu ích cho các hoạt động quân sự, trong các thảm họa thiên nhiên, hoặc bất cứ khi nào không có phương pháp nấu ăn thông thường. Những gói này thường được dùng để hâm nóng các món chính như thịt, ăn khi còn nóng sẽ ngon miệng hơn.

## Hóa học
Nguồn nhiệt cho lon thiếc tự sôi thời kỳ đầu là một phản ứng tỏa nhiệt mà người dùng khởi tạo bằng cách ấn vào đáy hộp. Lon được sản xuất như một vật đựng có ba ngăn. Một lon chứa nước giải khát bao quanh thùng chứa chất làm nóng được ngăn cách với thùng chứa nước bằng một màng mỏng có thể vỡ được. Khi người dùng ấn vào đáy lon, một que chọc thủng màng, cho phép nước và chất làm nóng hòa vào nhau. Phản ứng dẫn đến sự giải phóng nhiệt và do đó làm nóng đồ uống xung quanh.
Tác nhân làm nóng và phản ứng chịu trách nhiệm thay đổi tùy theo sản phẩm. Canxi oxit được sử dụng trong phản ứng sau:
CaO(s)+ H2O(l) → Ca(OH)2(s)
Đồng sulfat và kẽm dạng bột cũng có thể được sử dụng, nhưng quy trình này kém hiệu quả hơn:
CuSO4(s) + Zn(s) → ZnSO4(s) + Cu(s)
Canxi clorua khan cũng thường được sử dụng. Trong trường hợp này, không có phản ứng hóa học nào xảy ra, thay vào đó là nhiệt dung dịch được tạo ra.
Nguồn nhiệt thương mại để đóng gói thực phẩm tự làm nóng sử dụng phản ứng tỏa nhiệt (giải phóng nhiệt), phản ứng này có một số công thức phổ biến. Bao gồm các:
- Vôi sống hay còn gọi là canxi oxit và nước. Vôi sống có đặc điểm là giá thành rẻ cũng như nguồn cung sẵn có, thường được FDA công nhận là an toàn.[2]
- Kim loại ma-giê dạng bột mịn được hợp kim với một lượng nhỏ sắt và muối ăn, hoạt động bằng cách thêm nước, như MRE (Meal ready to eat)  flameless ration heater, lương khô của quân đội Mỹ.

Một số công thức mới hơn sử dụng phản ứng giống như Thermite giữa bột kim loại dễ phản ứng hơn như nhôm hoặc ma-giê với một oxit kim loại ít phản ứng hơn như sắt oxit hoặc silic dioxide.

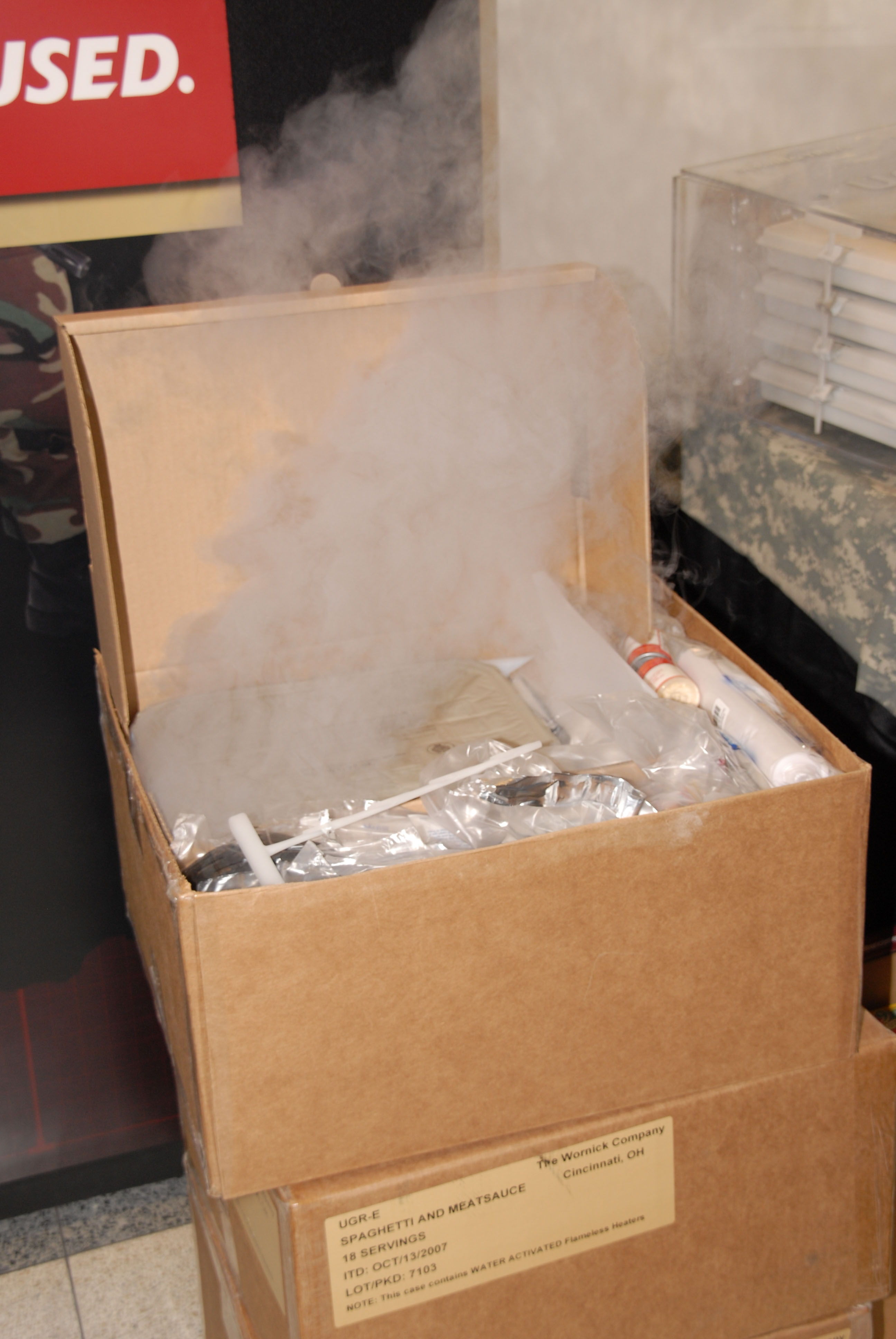
Khẩu phần lương khô tự sôi cho tối đa 18 binh sĩ.
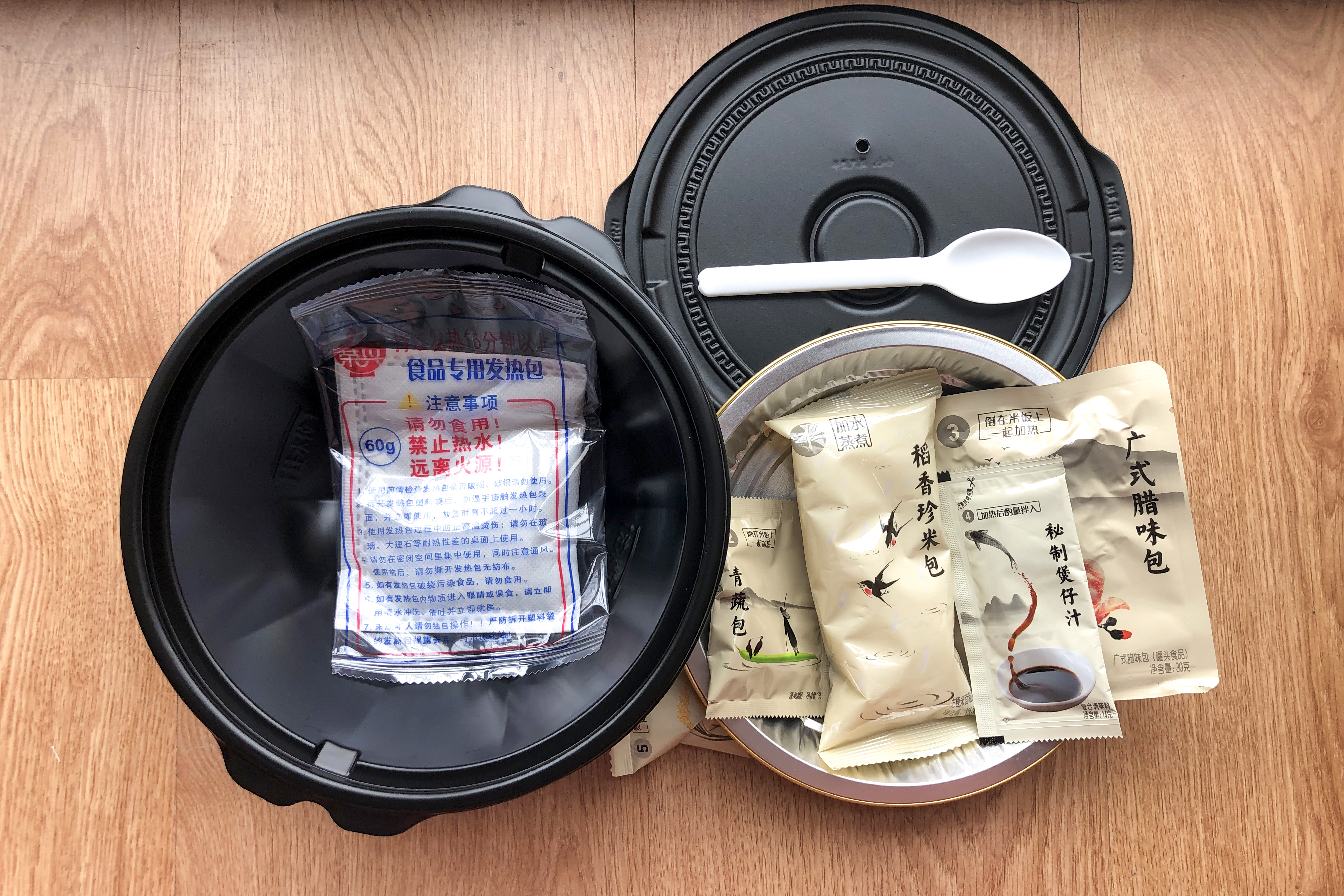
Gói tạo nhiệt không dùng lửa trong hộp chứa canxi oxit, natri bicacbonat và bột nhôm. Nguyên liệu thực phẩm chính trong hộp là gạo sống đã qua xử lý cũng như các gói đồ ăn kèm.

## Thiết kế
Tại Mỹ, lon tự sôi có hai ngăn, một ngăn bao quanh ngăn kia.Trong một phiên bản, khoang bên trong chứa thức ăn hoặc đồ uống và khoang bên ngoài chứa các hóa chất trải qua phản ứng tỏa nhiệt khi kết hợp. Để làm nóng đồ bên trong lon, người dùng ấn vào đáy lon để phá vỡ lớp ngăn cách hóa chất với nước.
Thiết kế này có ưu điểm là hiệu quả hơn (ít thất thoát nhiệt ra không khí xung quanh hơn) cũng như giảm hiện tượng nóng quá mức bên ngoài sản phẩm, gây khó chịu cho người sử dụng. Trong cả hai trường hợp, sau khi nhiệt từ phản ứng đã được thực phẩm hấp thụ, người dùng có thể thưởng thức một bữa ăn hoặc đồ uống nóng.

## Thị phần

### Trung Quốc

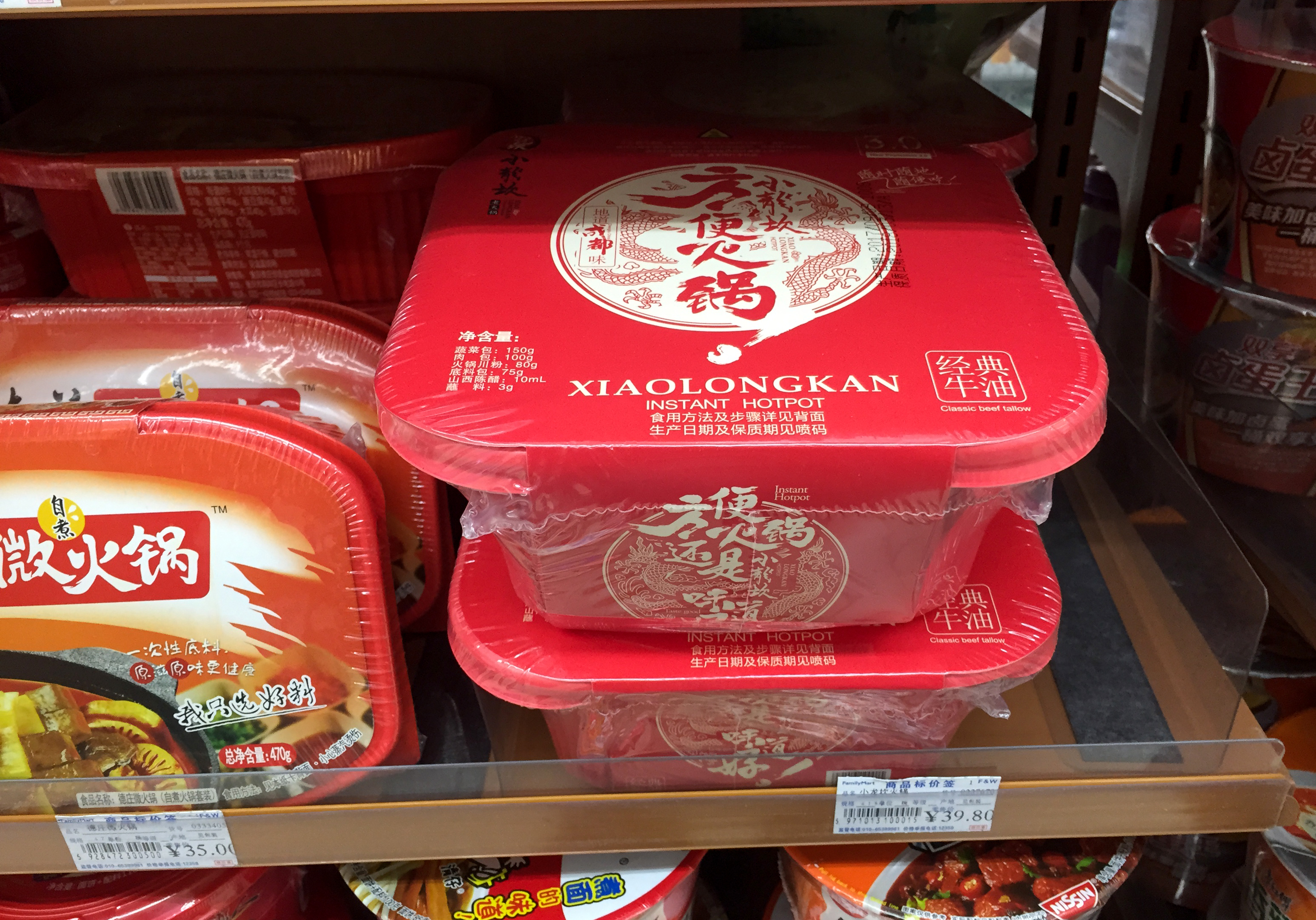
Các sản phẩm lẩu tự sôi được bán tại Trung Quốc

Lẩu tự sôi (即食火锅) được cho là vay mượn phương pháp bảo quản và hâm nóng được sử dụng trong khẩu phần ăn sẵn của quân đội. Chúng thường đi kèm với hai khay nhựa chịu nhiệt xếp chồng lên nhau, khay trên cùng đựng thức ăn và khay sâu hơn đựng một gói nguyên liệu tạo nhiệt, chứa canxi oxit.
Một số chuẩn bị là cần thiết. Các khay đựng cần được tách riêng. Các gói nguyên liệu và hỗn hợp súp phải được đổ vào bát trên cùng với một ít nước. Vật liệu làm nóng phải được đặt trong hộp ngoài cùng với nhiều nước hơn, điều này giúp phản ứng dây chuyền hóa học tạo ra đủ nhiệt để nấu chín.
Sau khi được tung ra thị trường, các sản phẩm lẩu đóng hộp đã tạo ra sức hút trên mạng xã hội nhờ cơ chế làm nóng mới lạ này. Doanh số bán hàng bùng nổ tại các nhà bán lẻ trực tuyến, bao gồm cả những nhà bán lẻ do Alibaba Group Holding điều hành và tại các cửa hàng tiện lợi. Các siêu thị cũng muốn bắt kịp xu thế bằng việc bán các sản phẩm này.
Nhiều sản phẩm có giá từ 30 nhân dân tệ đến 50 nhân dân tệ (4,30 USD đến 7,17 USD). Thương hiệu nổi tiếng nhất là Haidilao, một chuỗi nhà hàng lẩu toàn cầu được thành lập tại Giản Dương, tỉnh Tứ Xuyên và có địa điểm ở Tokyo. Các món lẩu ăn liền của hãng được bán với giá 45 nhân dân tệ tại các cửa hàng tiện lợi ở Bắc Kinh.
Người tiêu dùng trẻ, nhiều người thích vị cay xé lưỡi của lẩu ăn liền, đang thúc đẩy nhu cầu. Theo dữ liệu từ một nhà bán lẻ trực tuyến, người từ 18 đến 24 tuổi chiếm 48%, tỷ lệ cao nhất, trong số những người mua lẩu ăn liền, tiếp theo là nhóm tuổi 25-29, ở mức 20%. Về khía cạnh nghề nghiệp, tầng lớp sinh viên đại học và công nhân lao động mới gia nhập lực lượng lao động cộng lại chiếm gần một nửa tổng số người mua.
Theo khu vực, người dân Quảng Đông đại diện cho tỷ lệ người mua lẩu ăn liền lớn nhất, tiếp theo là tỉnh Giang Tô, sau đó là Chiết Giang. Đây là những khu vực ven biển, nơi có nhiều công ty tư nhân thúc đẩy nền kinh tế.
Theo các phương tiện truyền thông Trung Quốc, quy mô của thị trường này đã vượt quá 2 tỷ nhân dân tệ (287,7 triệu USD) vào năm 2017, khi những món lẩu ăn liền trở thành ngôi sao trên mạng xã hội. Con số này đã tăng từ 200 triệu nhân dân tệ vào năm 2015. Năm 2018, thị trường này tăng hơn gấp đôi so với năm trước lên 4,5 tỷ nhân dân tệ. Một công ty nghiên cứu thị trường dự báo doanh thu sẽ đạt 13 tỷ nhân dân tệ vào năm 2025.
Các bữa ăn truyền thống của Trung Quốc thường được chia sẻ với nhóm đông người. Nhưng khi những người trẻ bị cuốn vào công việc, điều đó đang thay đổi.

#### Tiềm năng

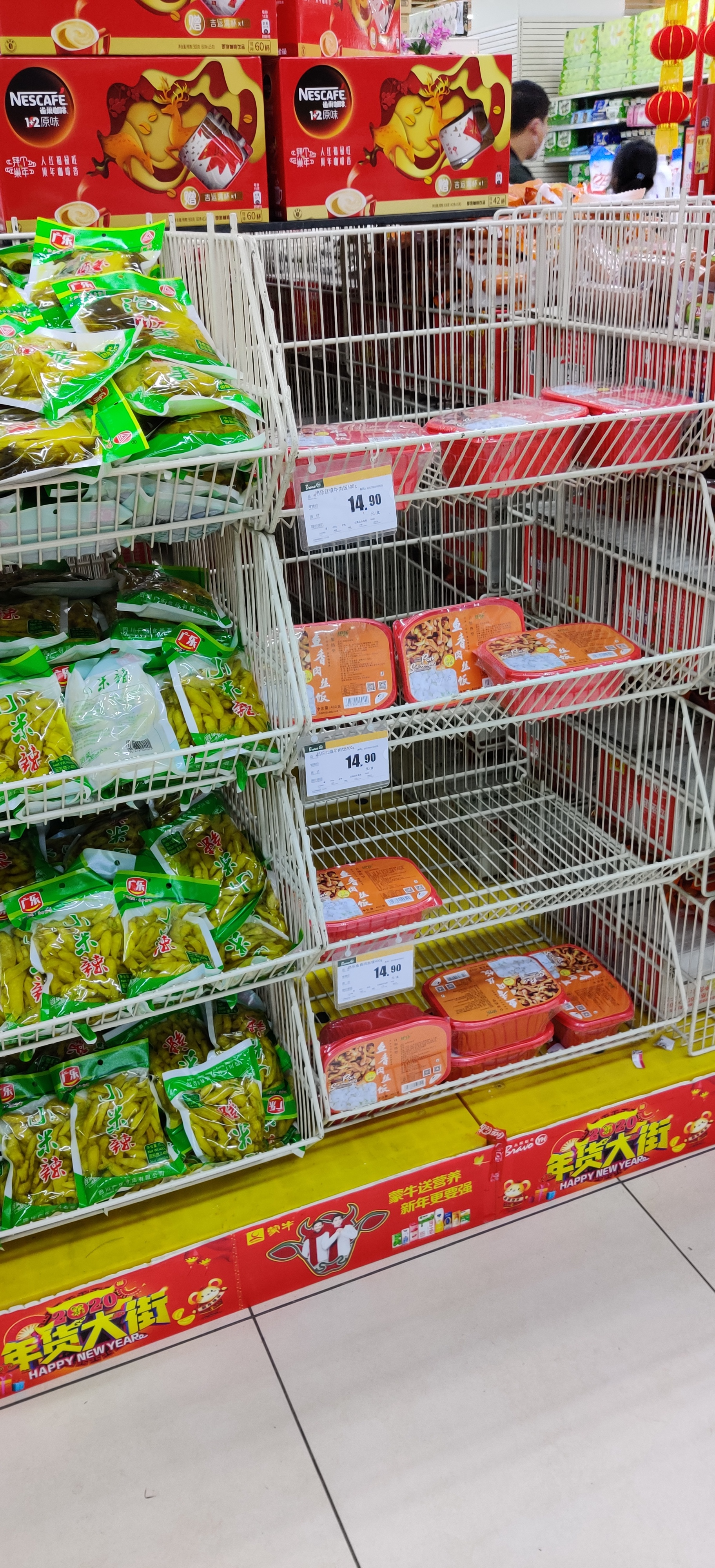
Sản phẩm cơm hộp tự sôi tại siêu thị Vĩnh Huy (永辉) ở Thành Đô, Tứ Xuyên sau khi bùng phát nCoV 2019.

Các lựa chọn được đưa ra cho các sản phẩm ăn liền tự sôi ngay lập tức đã chứng kiến sự gia tăng doanh số kể từ khi bùng phát dịch COVID-19 vì chúng thuận tiện để chuẩn bị và  được kỳ vọng sẽ tiếp tục thu hút người tiêu dùng Trung Quốc sau khi dịch bệnh được kiểm soát hoàn toàn hơn.
Ramen Talk, đơn vị bán lẻ mì trực tuyến được thành lập vào năm 2016, nhằm mục đích bán ramen cao cấp tốt cho sức khỏe. Không giống như mì gói truyền thống, gói mì tươi được sấy khô một phẩn, thịt heo quay tươi, măng, hành lá và nước súp tinh chế trong hộp và chỉ cần đun nóng trong vài phút. Trong quý đầu tiên, Ramen Talk đạt doanh thu hơn 100 triệu nhân dân tệ (14,14 triệu USD) tại Trung Quốc, cao gấp đôi so với dự kiến. Năm ngoái, thương hiệu đã đạt được doanh thu bán hàng 250 triệu nhân dân tệ và họ hy vọng doanh thu sẽ vượt quá 600 triệu nhân dân tệ trong năm 2020. Yao Qidi, người sáng lập Ramen Talk, cho biết có hơn 200 triệu người độc thân sống ở Trung Quốc. Nhiều người trong số họ có thể không muốn nấu những bữa ăn đầy đủ và họ không muốn ăn mì gói quá thường xuyên. Bằng cách nấu nhanh một tô mì ngon với nhiều nguyên liệu, khách hàng sẽ cảm thấy rằng mình đang chăm sóc bản thân đúng cách.
Trần Kha, đối tác cấp cao và là phó chủ tịch của công ty tư vấn Roland Berger Trung Quốc, cho biết: "Với thu nhập cao hơn và thời gian làm việc dài hơn, hầu hết người dân thành thị dành ít thời gian hơn để làm việc nhà. Bên cạnh đó, quy mô các gia đình Trung Quốc sống cùng nhau ngày càng trở nên nhỏ hơn, và nhiều người tỏ ra ít thích đi chợ và nấu những bữa ăn đầy đủ.
Các loại thực phẩm ăn liền như vậy đã chứng kiến doanh số bán hàng tăng vọt kể từ khi bùng phát đại dịch COVID-19. Trên trang web JD.com, một nền tảng thương mại điện tử hàng đầu Trung Quốc, doanh số bán thực phẩm ăn liền đã tăng gấp 3,5 lần so với cùng kỳ năm ngoái trong 10 ngày đầu tiên sau Giao thừa Tết Nguyên đán (ngày 24 tháng 1) năm 2020. Mì ăn liền truyền thống cần có nước đun sôi để sử dụng, nhưng thực phẩm tự sôi － như cơm và các món lẩu － thậm chí còn dễ nấu hơn. Chúng có thể được làm nóng lên thông qua một gói có chất tự sôi tạo nên phản ứng hóa học hoặc chỉ cần thêm nước máy.
Haidilao, một chuỗi cửa hàng lẩu nổi tiếng của Trung Quốc, đã chứng kiến doanh số bán các loại thực phẩm ăn liền như lẩu tự sôi và các món cơm đạt 999 triệu nhân dân tệ vào năm ngoái, tăng 122,3% so với cùng kỳ năm trước đó. Theo báo cáo thu nhập, ngành hàng thực phẩm ăn liền có doanh thu cao thứ hai của công ty. Gần đây, nhà hàng ra mắt sản phẩm ăn liền mới, bao gồm mì gói và cơm ăn liền với thịt và rau củ.
Công ty chứng khoán Everbright cho biết Haidilao sẽ cho ra mắt những phiên bản lẩu ăn liền có thể hâm nóng trong lò vi sóng và chúng sẽ có bao bì thân thiện với môi trường hơn.
Trong thị trường thực phẩm ăn liền ở Trung Quốc, thị phần của các sản phẩm tự sôi tăng từ 4,4% trong năm 2018 lên 7,6% vào năm 2019. Tổng doanh thu bán hàng đạt 710 triệu nhân dân tệ vào năm ngoái, theo cơ quan nghiên cứu thị trường Mintel.
Được hỗ trợ bởi các công nghệ tiên tiến, doanh số bán thực phẩm ăn liền bắt đầu tăng trưởng trở lại sau một thời gian suy giảm. Annie Jiang, nhà phân tích thực phẩm và đồ uống tại Mintel, cho biết thay đổi lớn nhất là công nghệ tự sôi và các sản phẩm áp dụng công nghệ đó bao gồm một loạt các món ăn truyền thống của Trung Quốc.

### Vấn đề an toàn
Đã có những vấn đề an toàn được nêu ra về cơ chế làm nóng. Tại Trùng Khánh, nơi khởi nguồn của món lẩu truyền thống, một chiếc xe tải chở đầy các sản phẩm lẩu ăn liền đã bốc cháy dữ dội. Theo phỏng đoán, canxi oxit được sử dụng trong các túi tạo nhiệt có thể đã được xử lý không đúng cách, dẫn đến cháy. Các sản phẩm này hiện đã bị cấm mang lên máy bay và một số tàu cao tốc. Các tiêu chuẩn chất lượng đã được đưa ra tại Trung Quốc và đã có một sáng kiến để cải thiện độ an toàn của sản phẩm.

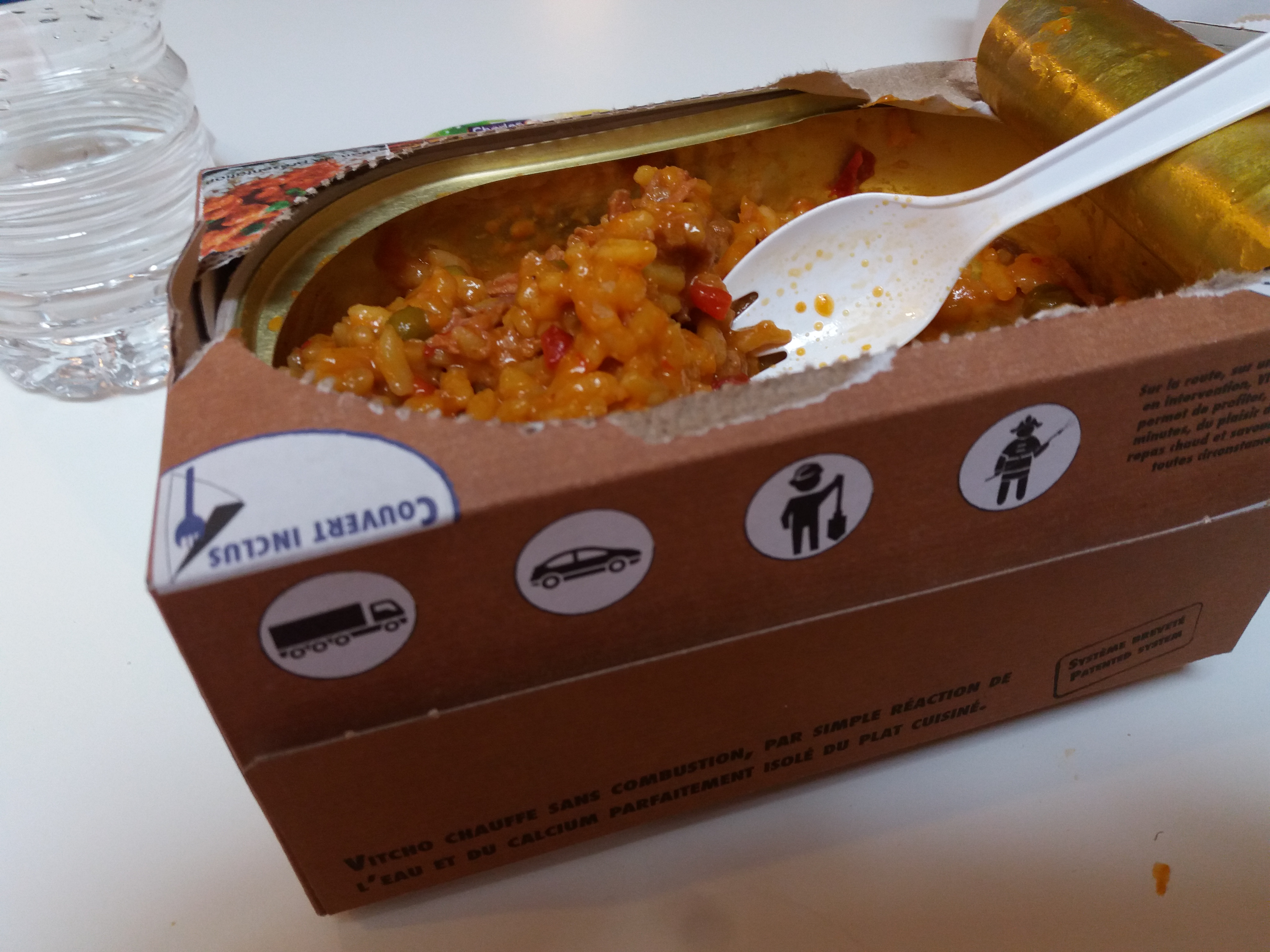
Sản phẩm ăn liền thương hiệu Vitcho, cơm cà ri gà tây. Làm nóng trong 10 phút bằng phản ứng giữa canxi oxit và nước.
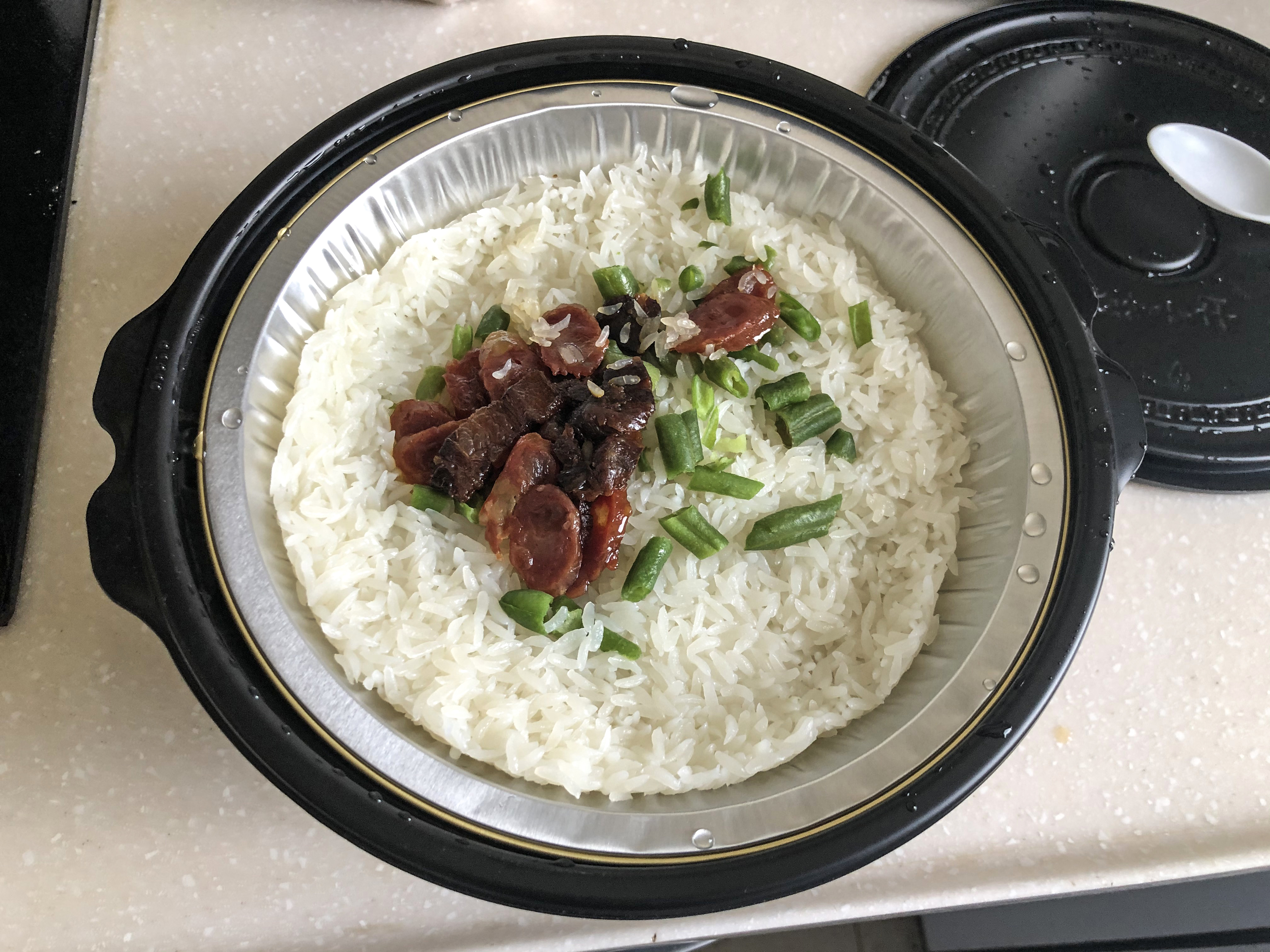
Cơm tự sôi ăn liền của Trung Quốc cần 15 phút để chín
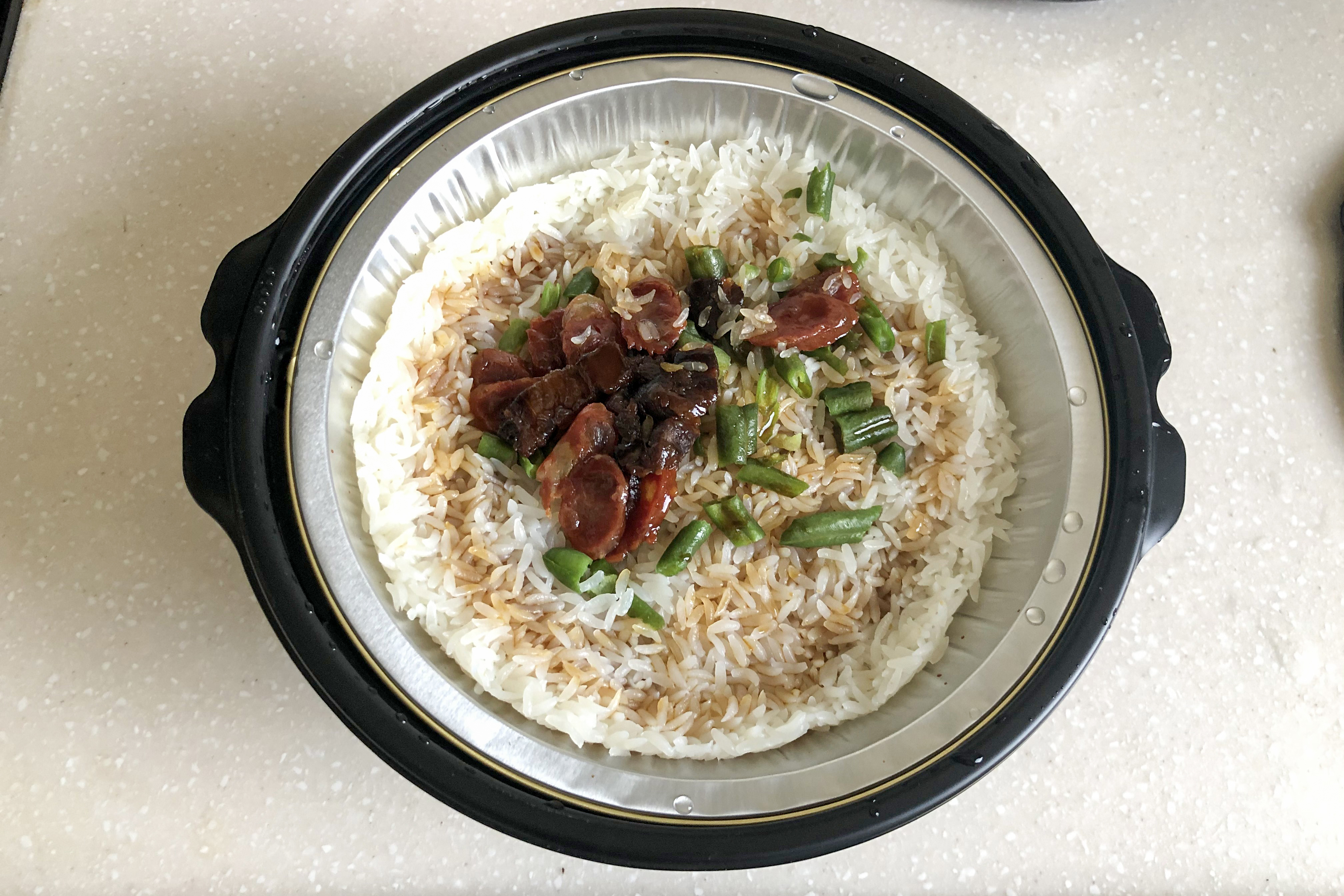
Thành phẩm sau khi cơm ăn liền tự sôi khi đã chín
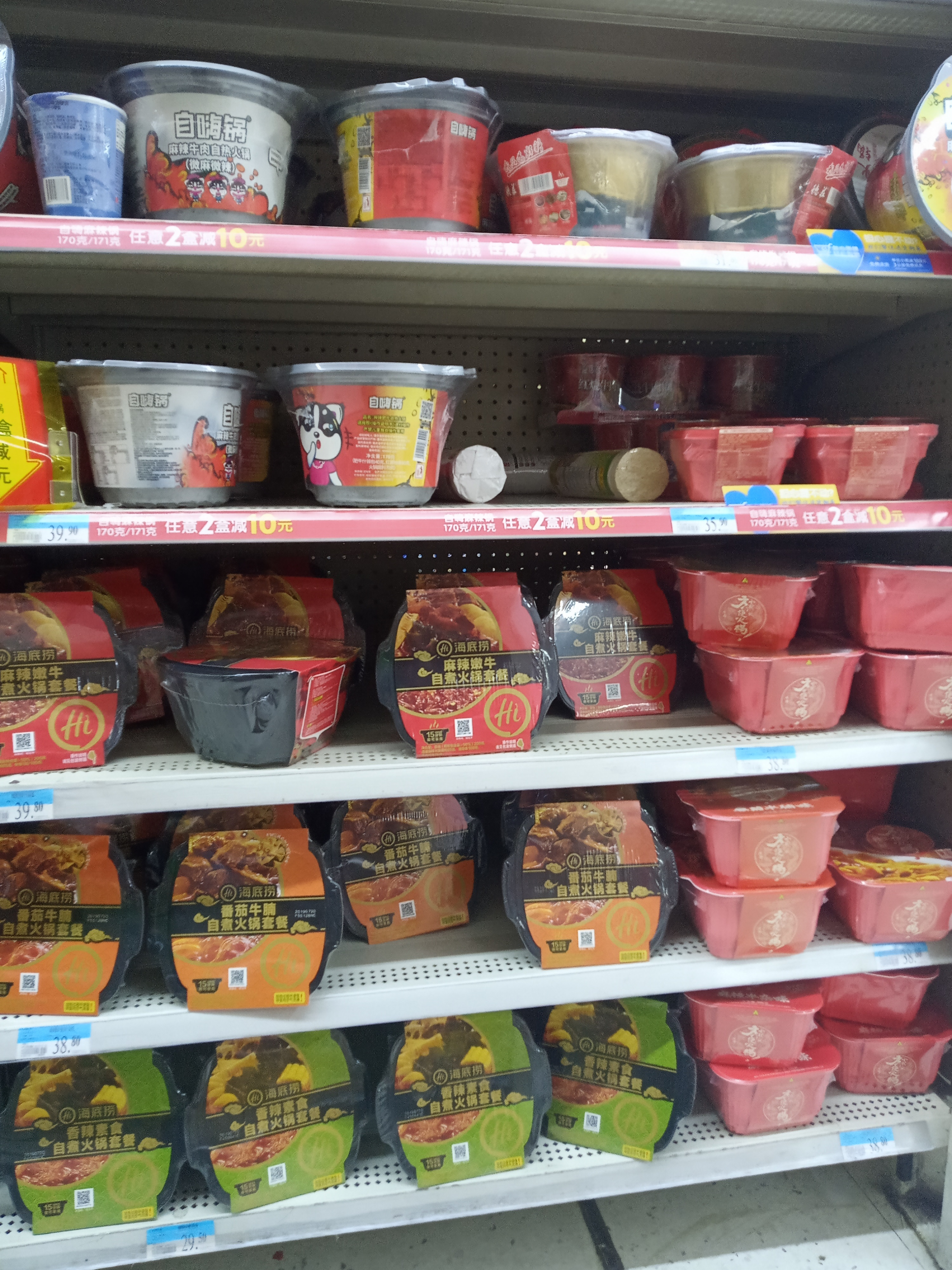
Lẩu ăn liền trong siêu thị tại Trung Quốc